# ナレーシャ・マッラ
ナレーシャ・マッラ（Naresha Malla、? - 1644年）は、ネパール、バクタプル・マッラ朝の君主（在位：1636年 - 1644年）。ナレーシュ・マッラ（Naresh Malla）とも呼ばれる。
その治世、1641年にカトマンズ・マッラ朝のプラターパ・マッラの攻撃を受け、恐れをなした彼は象を献上し、講和を申し入れた。これにより、バクタプルはカトマンズの影響下に入った。
この影響はナレーシャの死後、ジャガットプラカーシャ・マッラが継承しても続き、その圧力はさらに強まった。